# 卡奔塔利亞郡政府
卡奔塔利亞郡（英語：Shire of Carpentaria）是澳大利亞昆士蘭州遠北部的地方政府，轄境有64372.7平方公里，因與卡奔塔利亞灣相鄰得名。